# Lepidostoma rayneri
Lepidostoma rayneri är en nattsländeart som beskrevs av Ross 1941. Lepidostoma rayneri ingår i släktet Lepidostoma och familjen kantrörsnattsländor. Inga underarter finns listade i Catalogue of Life.